# Ocotea gabonensis
Ocotea gabonensis là một loài thực vật thuộc họ Lauraceae. Đây là loài đặc hữu của Gabon.